# Gedenkstunde zum Tag des Gedenkens an die Opfer des Nationalsozialismus
Die Gedenkstunde zum Tag des Gedenkens an die Opfer des Nationalsozialismus ist eine jährlich wiederkehrende Veranstaltung des Deutschen Bundestags, die anlässlich des Tages des Gedenkens an die Opfer des Nationalsozialismus als feierliches Ereignis im Deutschen Bundestag begangen wird.

## Geschichte
Im Jahr 1996 erklärte Bundespräsident Roman Herzog den 27. Januar zum Tag des Gedenkens an die Opfer des Nationalsozialismus; seitdem findet am oder um den 27. Januar jeden Jahres eine Gedenkstunde im Bundestag mit Zeitzeugen und Überlebenden des Holocaust als Gastrednern statt.
Seit 1997 lädt der Bundestag zudem Jugendliche aus Israel, Deutschland und seinen Nachbarstaaten und den Vereinigten Staaten ein, die sich in Projekten und Initiativen mit der Geschichte des Nationalsozialismus befasst oder gegen Fremdenfeindlichkeit und Rassismus engagiert hatten.

## Redner
Folgende Redner sprachen anlässlich der Gedenkstunde zum Bundestag:
- 1996: Roman Herzog, Bundespräsident.
- 1997: Klaus von Dohnanyi, ehemaliger Bundesminister und ehemaliger Erster Bürgermeister der Freien und Hansestadt Hamburg.
- 1998: Yehuda Bauer, israelischer Historiker.
- 1999: Roman Herzog, Bundespräsident.
- 2000: Elie Wiesel, Historiker und Schriftsteller.
- 2001: Johannes Rau, Bundespräsident.
- 2002: Bronisław Geremek, ehemaliger Außenminister der Republik Polen.
- 2003: Jorge Semprún, Schriftsteller und Shoah-Überlebender.
- 2004: Simone Veil, ehemalige französische Ministerin und ehemalige Präsidentin des Europäischen Parlaments.
- 2005: Arno Lustiger, Historiker.
- 2006: Ernst J. Cramer, Journalist.
- 2007: Imre Kertész, Nobelpreisträger für Literatur.
- 2008: Angela Winkler, Schauspielerin. Winkler sprach anstelle der erkrankten tschechischen Schriftstellerin Lenka Reinerová.[2]
- 2009: Horst Köhler, Bundespräsident.
- 2010: Schimon Peres, israelischer Staatspräsident, sowie Feliks Tych, polnischer Historiker und ehemaliger Direktor des Jüdischen Historischen Instituts in Warschau.
- 2011: Zoni Weisz, Überlebender des Holocaust. Weisz war der erste Vertreter der Sinti und Roma, der vor dem Bundestag sprach.[3]
- 2012: Marcel Reich-Ranicki, Literaturkritiker und Shoah-Überlebender. Reich-Ranicki schilderte, wie er im Warschauer Ghetto den Beginn der Deportationen ins Vernichtungslager Treblinka erlebte; seine Rede wurde als Rede des Jahres durch das Seminar für Allgemeine Rhetorik der Universität Tübingen gewürdigt.
- 2013: Inge Deutschkron, Autorin.
- 2014: Daniil Granin, russischer Schriftsteller.[4]
- 2015: Joachim Gauck, Bundespräsident.
- 2016: Ruth Klüger, Literaturwissenschaftlerin und Shoah-Überlebende.
- 2017: Sigrid Falkenstein, Publizistin, und Hartmut Traub, Philosoph, beide Angehörige von Opfern der NS-„Euthanasie“-Morde.
- 2018: Anita Lasker-Wallfisch, britische Cellistin und Auschwitz-Überlebende.
- 2019: Saul Friedländer, israelischer Historiker und Holocaust-Überlebender.
- 2020: Reuven Rivlin, israelischer Staatspräsident.[5]
- 2021: Charlotte Knobloch, ehemalige Präsidentin des Zentralrats der Juden in Deutschland, und Marina Weisband, Publizistin und Politikerin.
- 2022: Inge Auerbacher, US-amerikanische Chemikerin und Holocaust-Überlebende, und Mickey Levy, Präsident des israelischen Parlaments, der Knesset.
- 2023: Rozette Kats, Holocaust-Überlebende aus Amsterdam, die sich für Verfolgte sogenannter sexueller Minderheiten einsetzte, Jannik Schümann mit einer Rede zu Karl Gorath, Maren Kroymann mit der Biografie zu Mary Pünjer. Erstmals findet das „Gedenken an die im Nationalsozialismus verfolgten sexuellen Minderheiten“ statt. zu denen auch Homosexuelle gehörten.[6]
- 2024: Eva Szepesi, Auschwitz-Überlebende, und Marcel Reif, Schweizer Sportjournalist und -kommentator und Sohn eines Holocaust-Überlebenden.
- 2025: Roman Schwarzman, ukrainischer Holocaust-Überlebender und Vorsitzender des ukrainischen Verbandes für jüdische KZ- und Ghetto-Überlebende.[7]

## Besondere Ereignisse
2009 boykottierte der Zentralrat der Juden die Veranstaltung. Der Zentralrat begründete dies damit, dass dessen Vertreter bei den Gedenkstunden nicht persönlich begrüßt worden seien.